# Povijest Škode Auto
Tvornica Škode je osnovana davne 1894. godine pod imenom Laurin & Klement. Osnivači su Václav Laurin i Václav Klement koji su osnovali poduzeće za popravak i proizvodnju bicikala. Laurin, po struci mehaničar, koji je tada imao 29 godina bio je desna ruka glavnom osnivaču, tri godine mlađem trgovcu knjigama Klementu. Ali osim zajedničkog imena Václav ta dvojica su dijelila i zajedničku ljubav prema biciklizmu koja ih je povezala. Klement je prvotno želio otvoriti zastupništvo za prodaju Germania bicikli ali mu Nijemci nisu to dozvoljavali. Potaknut nacionalnim ponosom odlučio je osnovati vlastitu tvornicu bicikala ali kako nije imao dovoljno mehaničarskog znanja, uzeo je za partnera Laurina koji je svoje mehaničarsko iskustvo stekao radeći u tvrtki za izradu bicikli Neumann. 

Posao proizvodnje je krenuo 1895.g. Dizajnirali su vlastitu biciklu pod imenom marke «Slavia» koja je bila dosta popularna. Posao se naglo širio i s prvotnih 12 zaposlenika, dvije godine kasnije zaposlenika je već bilo četrdesetak radi da bi se odselili iz stare radionice u sasvim novu tvornicu koja im je pružila priliku za daljnjim razvojem. Klement,trgovac nemirna duha, koji je po karakteru skroz suprotan Laurinu, često je putovao kako bi našao nova tržišta za svoje proizvode. Na jednom takvom putovanju 1898. u Parizu nailazi na zanimljivu novotariju braće Werner, biciklom s motorom smještenim iznad prednjeg kotača. Kako je nastupila era motorizacije Klement donosi u tvornicu jedan primjerak tog vozila i radi s Laurinom na njegovom usavršenju. Uspjeli su ga rekonstruirali i usavršili do te razine da postane sigurna i pouzdana za uporabu i 1899. kreću s njegovom prodajom. Također pod imenom Slavia, na tržištu lako nalazi kupce, a po Laurin&Klementovoj licenci počinju ga proizvoditi i brojne druge tvornice. Ali to više nije bila bicikla s motorom kao ona što ju je Klement donio iz Pariza, nego možemo slobodno reći da se tu radi o motociklu. Motor više nije bio smješten iznad prednjeg kotača nego na okviru između dva kotača. Ugradili su i elektromagnetski upaljač oko čega im je pomogao i Bosch osobno.
Potaknuti velikim uspjehom s motoriziranom Slavijom Laurin&Klement su odlučili otici korak naprijed. Iako su već 1901. predstavili prototip automobila tek su 1905. bili spremni za konkretne poteze. Njihov prvi automobil, naziva modela Tip A bio je lagani dvosjed kojeg je pokretao četverotaktni motor, obujma 1005 ccm i snage od 7 konjskih snaga. S trostupanjskim mjenjačem ovaj je mališan postizao za to vrijeme solidnu maksimalnu brzinu od 40 km/h uz ne preveliku potrošnju goriva. 1907. počinje i proizvodnja komercijalnih vozila poput omnibusa, malih kamioneta, kamiona i sl. Pored toga Laurin&Klement počinje se natjecati i ostvaruje prve značajne uspjehe. U isto vrijeme počinju i prosvjedi radnika što otežava život partnerima Laurinu i Klementu već dovoljno zakompliciran vođenjem tvornice. Laurin je najviše vremena provodio u tvornici i brinuo se o tehnologiji proizvodnje, dizajnu i razvoju, dok je Klement toliko često bio na putu da su njegove rijetke posjete tvornici bile počaščene sa strane radnika s komentarima tipa «Isus je uskrsnuo». Međutim nisu to bila turistička putovanja nego poslovna putovanja s ciljem osvajanja novih tržišta. 19. srpnja 1907. Laurin&Klement se transformira iz poduzeća u dioničko društvo. Prvo vijeće uprave sastavljeno je od industrijalaca, političara, bankara i drugih plemenitaša. Klement si prisvaja titulu generalnog direktora, a Laurin tehničkog direktora. 1907. godine u tvornici je bilo zaposleno više od 500 radnika čiji se broj svake godine povećavao sukladno s površinom tvornice koja je 1920. iznosila čak 53 000 četvornih metara!!!
Također, treba istaknuti kako je zahvaljujući Klementovim putovanjima i trgovačkim sposobnostima veliki dio proizvodnje išao van granica Austro-Ugarske, pa su tako njihova vozila se našla na cestama Njemačke, Velike Britanije, Kine, Japana i Australije. Tako se primjerice cijeli vozni park Japanske vojske sastojao od njihovih vozila dok je 1911. samo na Rusiju otpadalo čak 30 posto od ukupne proizvodnje.
Godine 1908. počinju proizvodit autobuse i taksije koji su poharali Istok.
1910. se počinju baviti i aeronautikom, ali sve ostaje tek na pokušajima. Tada dolazi    I. svjetski rat radi kojeg se tvornica prenamijenjuje za proizvodnju granata i vojnih vozila. Nakon rata došlo je do pada Monarhije, a s njim je došla toliko priželjkivana češka nezavisnost. Međutim bila je jako loša gospodarska situacija. Propala su stara tržišta i trebalo je krenut iznova. Ni domaće tržište nije blistalo. Zavladalo je siromaštvo i zbog nestašice goriva automobili su bili jako rijedak prizor na cesti.
Do 1923. tvrtka preživljava proizvodnjom motornih plugova, ali te godine stvari kreću na bolje.
S novim gospodarskim zamahom rađaju se i novi modeli poput Tatra 11, Praga Alfa, Tip 100 te njegove izvedenice 105, 110 i 120. 
Laurin&Klement je očajno trebao novitete da ojača i postane sposoban slijediti svjetske automobilističke trendove. Tada se 1919. pojavljuje konzorcij Škoda koji uzima
Laurin&Klement pod svoje okrilje. Nakon godina proizvodnje kamiona, blindiranih vozila, avio motora i slično 1924. počinje njihov ulazak u svijet automobila. Tada su potpisali ugovor s Hispano-Suizom za proizvodnju i prodaju modela H6B.
1925. Škoda počinje iskorištavati Laurin&Klement i u kratkom vremenu na tržištu se nalazi cijela paleta osobnih vozila s potpisom Škode. Nakon toga zbiva se spajanja te poduzeće Laurin&Klement biva trajno izbrisano iz trgovačkog registra. Godine 1928. i 1929. pojavljuju se Škoda 4R i 6R s 4 i 6 cilindara.
Nakon toga izlazi i model 860 s velikim osmerocilindričnim motorom obujma 3.9 litara koji se razvijao u najvećoj tajnosti. Sve je išlo dobro dok vlada nije povećala porez na aute što je imalo katastrofalne posljedice. Prodaja novih automobila je bila prepolovljena, a i veliki dio postojećih automobila povučen je iz prometa. Zbog toga Škoda konstruira mali auto koji je predstavljen 1933. godine pod imenom Škoda 420 Standard. Pokretao ga je 1.0 četverocilindraš snage 20 konja. Zatim izlazi 420 Popular koji je bio lakši i jeftiniji, a samim tim i popularniji, kao što mu i ime govori. Osim Populara ponudu nadopunjuje i jedan 420 Rapid, te luksuzni Superb koji simbolizira novi uspon Škode te početak značajnog prodora na svjetsko tržište.
Sredinom tridesetih Škoda počinje eksperimentirati s novim oblicima i aerodinamikom. Iz toga nastaje 1934. model 932 s motorom obujma 1498 ccm i zračnim hlađenjem koje je smješten u stražnjem dijelu. Taj model po mnogim detaljima podsjeća na kasnije nastalu VW Bubu.
Početkom drugog svjetskog rata Škoda doživljava katastrofalno bombardiranje.
No vrlo brzo se uspješno oporavila.
Međutim završetkom rata nova politička situacija otežava nastavak prijeratne proizvodnje tako da Škoda započinje najprije s proizvodnjom lakih kamiona. Ubrzo izlazi redizajnirani Superb na istoj platformi kao starija verzija. Kasnije izlazi model 1101 koji vraća Škodi nekadašnju slavu na domaćem i na stranom tržištu. Nakon brojnih izvedbi modela 1101, 1949. izlazi model 1102. Bio je vrlo popularan i dobro se prodavao, ali je već bio tehnički zastario i zbog toga mu već 1953. dolazi zamjenik pod nazivom Škoda 1200, koji je bio jednako suvremen kao i konkurentski automobili.
Krajem pedesetih godina Škoda povlači radikalne poteze i izbacuje dva nova modela, Octaviu i Feliciju koje predstavljaju vrh Škodine ponude i bili su ravnopravna konkurencija ostalim automobilima sa Zapada. A Felicia je dolazila također i u cabrioletskoj izvedbi i to su bili posljednji modeli s motorom smještenim sprijeda.
1964. Škoda je završila gradnju nove tvornice po kojoj se ubrajala među tada najmodernije tvornice u Europi. Tako da se i kapacitet proizvodnje povećao sa 120 na čak 600 automobila. Prvi auto iz te tvornice je bio model 1000 MB koji se po svemu razlikovao od dotadašnjih Škoda. Standardnu jednodijelnu čeličnu karoseriju na šasiji s centralnom gredom zamijenila je samonoseća karoserija. Također su prtljažnik i motor zamijenili mjesta. Slijede i modernije izvedbe, 100 i 110, a u najavi su bili još mnogi noviteti. Okupacija SSSR-a pokvarila je planove. Koliko god bili posvećeni utopističkoj ideji socijalizma vladajući komunisti ipak su dozvolili modernizaciju i tako Škoda napušta koncepciju stražnjeg motora. 1987. izlazi nova Škoda, Favorit 136, koju dizajnira proslavljeni Bertone. Nakon toga dolazi do tzv. ružičaste revolucije, nakon čega se Češka kompletno priključuje Zapadu. 

## Škoda postaje dio VAG-a
Potpisivanjem ugovora s Volkswagenom 1991. počinju radikalne promjene čiji je prvi plod bila nova Felicia. Od tada Škoda svakim danom grabi hrabrim koracima naprijed postajući jedan od glavnih proizvođača vozila na prostoru Europe. 1991. osniva se Škoda Motorsport, prvi profesionalni tim za utrke u povijesti Škode, koji je od tada polučio zamjetne rezultate.
U spomen na slavna vremena i u nadi da će ih ponoviti i nadmašiti Škoda budi iz sna imena prošlih modela pa tako ponovno kreće proizvodnja Škode Octavie, koja je itekako zaslužna za porast Škodina ugleda. Istim tempom stvaraju se i novi modeli poput Fabie. Nakon etabliranja na tržištu Škoda je krenula pokoriti tzv. premium segment u čemu je i uspjela sa Škodom Superb. 
Ali isto tako nisu zaboravili ni na budućnost što dokazuju brojni koncepti od kojih su neki već izašli na cestu.